# Shay Miller

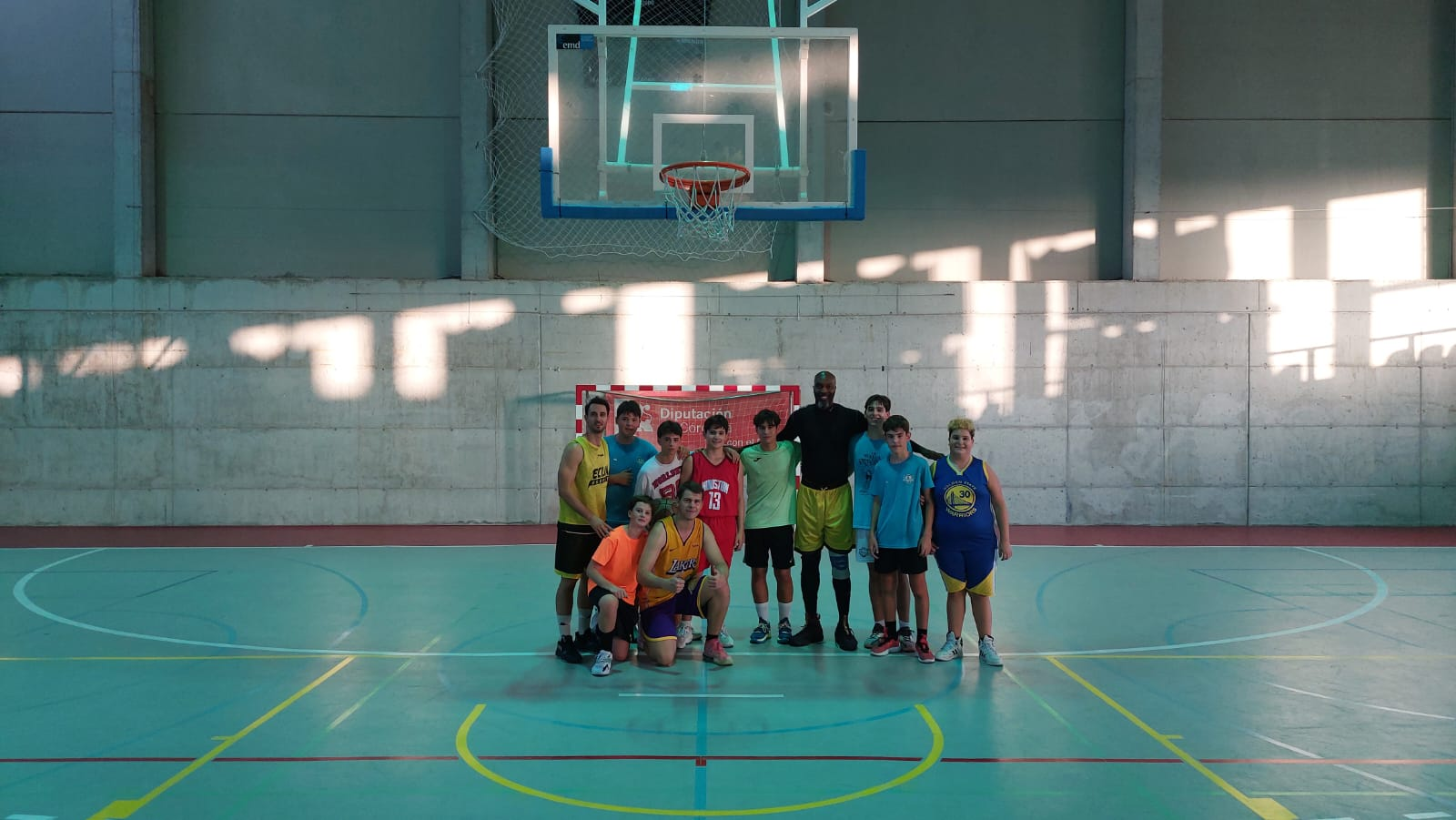
Con el equipo cadete del CB Fernan Núñez

Shay Miller es un jugador de baloncesto estadounidense con nacionalidad española. Ha disputado más de 600 partidos con ocho temporadas en EBA, siete en LEB Plata,  seis en LEB Oro, una en primera nacional y una en primera provincial de Sevilla.
Shay Miller se retira del baloncesto profesional. Hemos tenido la suerte de ver jugar a una estrella.
Tras su fichaje por el Écija CB, este magnífico jugador visitó el pabellón Miguel Ángel Roldán Marín de Fernán Núñez, Córdoba (localidad natal de su compañero de equipo Andrés Molero). Este acontecimiento sucedió  el jueves 14 de septiembre de 2023. Pudo disfrutar de un gran entrenamiento mientras sus fanáticos del equipo cadete CB Fernán Nuñez miraban asombrados. Sin duda alguna una tarde espectacular.    

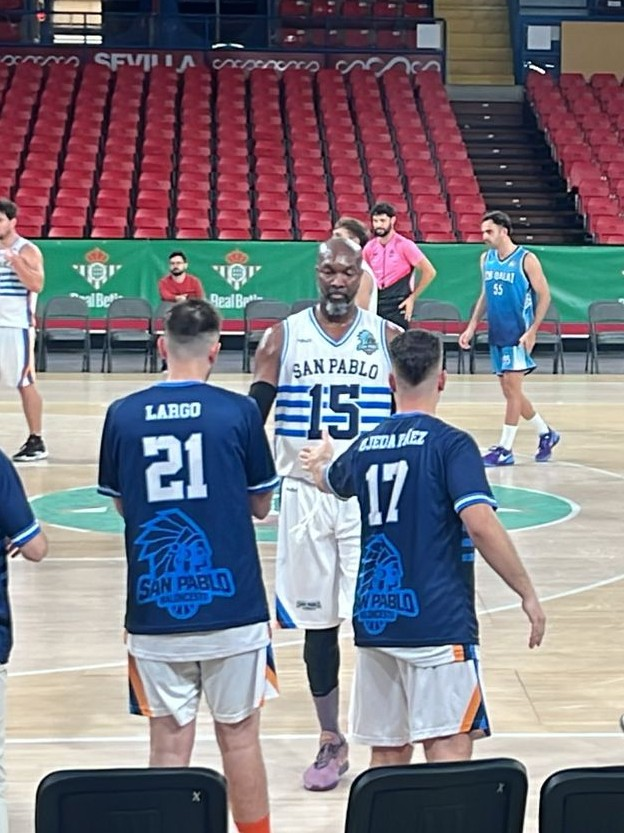
La leyenda Shay Miller jugando con sus actuales compañeros [2024].

En la actualidad, es jugador del CDB Sevilla San Pablo, que compite en la Primera Provincial de Sevilla. 